# Magdalena (film 1929)
Magdalena – polski niemy melodramat filmowy z 1929 roku, w reżyserii Konstantego Meglickiego. Film nie zachował się do dziś.
Zdjęcia do filmu kręcone były w Poznaniu, Zakopanem, Krynicy, na Helu oraz w Warszawie.

## Fabuła
Magdalena, żona mecenasa Jana Berudy, nie jest szczęśliwa w małżeństwie. Radość przynosi jej jedynie przebywanie z córeczką Renią. Podczas spaceru poznaje inżyniera lotnictwa, Marka Surzyckiego, z którym nawiązuje romans. Para spotyka się kilkukrotnie, m.in. w Krynicy. Ostatecznie Surzycki ginie w wypadku lotniczym, w którym ranna zostaje Magdalena. Dopiero to zdarzenie skutkuje odnowieniem się uczucia mecenasa do żony.

## Obsada
- Wojciech Brydziński – mecenas Jan Beruda
- Zorika Szymańska – Magdalena Beruda
- Urszula Nowaczewska – Renia, córka Berudów
- Mieczysław Cybulski – inżynier lotnik Marek Surzycki
- Irena Gawęcka – Irena, żona Surzyckiego